# 5998 Sitenský
5998 Sitenský este un asteroid din centura principală de asteroizi.

## Descriere
5998 Sitenský este un asteroid din centura principală de asteroizi. A fost descoperit pe 2 septembrie 1986 la Observatorul Kleť de Antonín Mrkos. Asteroidul prezintă o orbită caracterizată de o semiaxă mare de 2,76 ua, o excentricitate de 0,12 și o înclinație de 4,6° în raport cu ecliptica.